# Hundra dagarna
De hundra dagarna (franska: Les cent jours) eller Sjunde koalitionskriget kallas perioden mellan den 20 mars och 28 juni 1815, från dagen då Napoleon Bonaparte återvände till Paris från landsförvisningen på ön Elba i Medelhavet och återtog regeringsmakten, till datumet för restaurationen av kung Ludvig XVIII.

## Bakgrund
Napoleon steg i land i Golfe-Juan på Franska rivieran den 1 mars 1815 och begav sig med sin lilla styrka mot Grenoble över bergen, för att undvika att stöta ihop med regeringstrogna trupper i Rhône-dalen. Denna väg benämns numera Route Napoleon.
Redan den 13 mars förklarades Napoleon fredlös av Wienkongressen, och den 25 mars undertecknade de fyra stormakterna ett förbundsfördrag enligt vilket var och en lovade att utrusta 150 000 man och inte lägga ned vapnen förrän den gemensamme fienden oskadliggjorts. De övriga staterna biträdde förbundet, och därmed hade i praktiken hela det övriga Europa förklarat krig mot Napoleon.

## Kriget
Det så kallade sjunde koalitionskriget fördes mellan Frankrike på ena sidan, och en koalition mellan Storbritannien, Ryssland, Österrike, Preussen och Sverige på den andra. Sveriges roll i detta krig tycks dock bara ha varit nominell.
Den franske krigsministern Davout lyckades snabbt få ihop en truppstyrka där linjetrupperna den 1 juni uppgick till 284 000 man och reserven till 222 000. Kärnan utgjordes av nordarmén, som räknade 123 000 man under befäl av Napoleon själv. Mot den franske kejsaren gick dock två härar som vardera nästan var lika stark som hans egen. I nordvästra Belgien stod den obesegrade lord Wellington med engelsmän, tyskar, holländare och belgier, medan sydöstra Belgien skyddades av en preussisk här under Blücher med Gneisenau som generalstabschef.
På morgonen den 15 juni överskred Napoleon oväntat den belgiska gränsen, kastade tillbaka framskjutna preussiska avdelningar, intog Charleroi utan nämnvärt motstånd, ryckte fram mot preussarnas huvudstyrka, som höll på att koncentrera sig, och slog den i en drabbning vid Ligny den 16 juni. Wellington höll vid Quatre Bras fast en fransk mindre styrka som skulle angripa preussarna i flanken. Gneisenau marscherade mot Wavre, förföljd av den franske marskalken Emmanuel Grouchy med 33 000 man.
Nu vände sig Napoleon mot Wellington för att bereda honom samma öde som Blücher. Den engelske befälhavaren intog dock i rätt tid en god ställning vid Mont-Saint-Jean, där han spärrade vägen till Bryssel. Slaget vid Waterloo här den 18 juni 1815 blev krigets avgörande slag. Fyra dagar senare tvingades Napoleon till en andra abdikation samt ny landsförvisning, denna gång till ön Sankta Helena i Atlanten, där han dog den 5 maj 1821.
Kriget avslutades med Parisfreden, där Frankrike förlorade de territorier man vunnit under krigen 1790–1792, och därmed reducerades till gränserna man hade haft före 1790. Dessutom ålades man ett krigsskadestånd och en ockupation under högst fem år.